# Tornanádaska
Tornanádaska is een plaats (község) en gemeente in het Hongaarse comitaat Borsod-Abaúj-Zemplén. Tornanádaska telt 603 inwoners (2001).